# Bertrancourt
Bertrancourt est une commune française située dans le département de la Somme en région Hauts-de-France.
Elle fait partie de la communauté de communes du Pays du Coquelicot dont le siège est à Albert.

## Géographie

### Localisation
Bertrancourt est un village picard de l'Amiénois, situé à 12 km au nord-ouest d'Albert et 17 km au sud-est de Doullens, aisément accessible par les anciennes routes nationales 319 (actuelle RD 919) et 338 (actuelle RD 938).

#### Communes limitrophes
|                | Coigneux     | Sailly-au-Bois (Pas-de-Calais) |
| Bus-lès-Artois | Bertrancourt | Courcelles-au-Bois             |
|                | Forceville   | Mailly-Maillet                 |

### Nature du sol et du sous-sol
Le sol et le sous-sol de la commune sont de formation tertiaire et quaternaire. La couche végétale et le sous-sol sont argileux et de ce fait assez imperméables. Le fonds des vallées est formé d'alluvions.

### Relief, paysage, végétation
Le versant de l'Authie est formé de deux petites vallées, l'une passant par Bus-lès-Artois et l'autre par Louvencourt.
Le point le plus bas de la commune est situé à 140 m d'altitude, le point le plus haut culmine à 154 au nord-est.
Le paysage de la commune est assez boisé.

### Hydrographie
La commune est située dans le bassin Artois-Picardie. Elle n'est drainée par aucun cours d'eau.

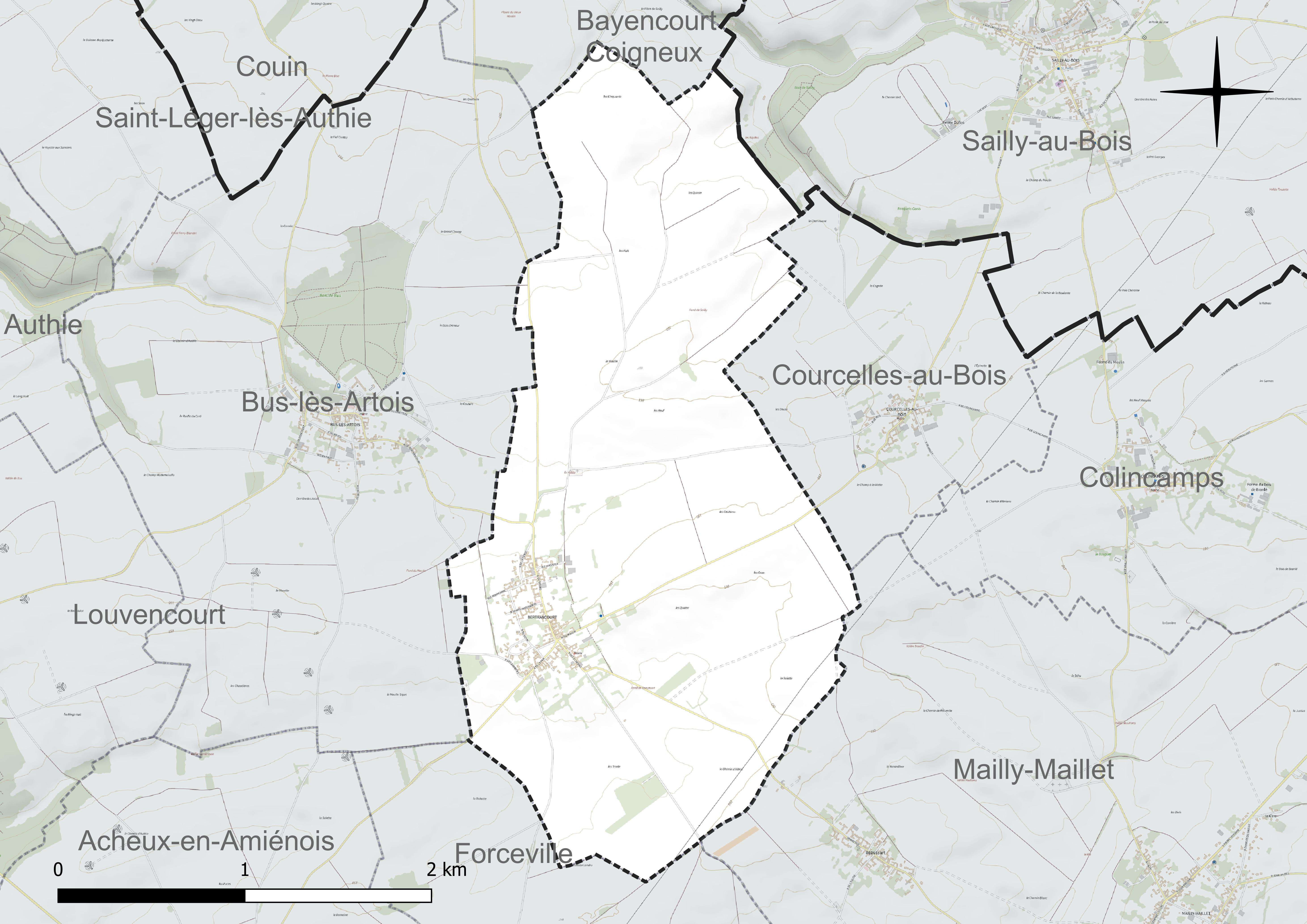
Réseau hydrographique de Bertrancourt.

### Climat
Pour des articles plus généraux, voir Climat des Hauts-de-France et Climat de la Somme.
En 2010, le climat de la commune est de type climat océanique dégradé des plaines du Centre et du Nord, selon une étude du CNRS s'appuyant sur une série de données couvrant la période 1971-2000. En 2020, Météo-France publie une typologie des climats de la France métropolitaine dans laquelle la commune est exposée à un climat océanique et est dans la région climatique Nord-est du bassin Parisien, caractérisée par un ensoleillement médiocre, une pluviométrie moyenne régulièrement répartie au cours de l'année et un hiver froid (3 °C).
Pour la période 1971-2000, la température annuelle moyenne est de 9,8 °C, avec une amplitude thermique annuelle de 14,6 °C. Le cumul annuel moyen de précipitations est de 840 mm, avec 12,4 jours de précipitations en janvier et 9,4 jours en juillet. Pour la période 1991-2020, la température moyenne annuelle observée sur la station météorologique la plus proche, située sur la commune de Saulty à 13 km à vol d'oiseau, est de 10,4 °C et le cumul annuel moyen de précipitations est de 899,7 mm,. Pour l'avenir, les paramètres climatiques de la commune estimés pour 2050 selon différents scénarios d'émission de gaz à effet de serre sont consultables sur un site dédié publié par Météo-France en novembre 2022.

## Urbanisme

### Typologie
Au 1er janvier 2024, Bertrancourt est catégorisée commune rurale à habitat dispersé, selon la nouvelle grille communale de densité à sept niveaux définie par l'Insee en 2022.
Elle est située hors unité urbaine. Par ailleurs la commune fait partie de l'aire d'attraction d'Amiens, dont elle est une commune de la couronne,. Cette aire, qui regroupe 369 communes, est catégorisée dans les aires de 200 000 à moins de 700 000 habitants,.

### Occupation des sols
L'occupation des sols de la commune, telle qu'elle ressort de la base de données européenne d'occupation biophysique des sols Corine Land Cover (CLC), est marquée par l'importance des territoires agricoles (95,4 % en 2018), une proportion sensiblement équivalente à celle de 1990 (94,9 %). La répartition détaillée en 2018 est la suivante : 
terres arables (81,4 %), zones agricoles hétérogènes (14 %), zones urbanisées (4,6 %). L'évolution de l'occupation des sols de la commune et de ses infrastructures peut être observée sur les différentes représentations cartographiques du territoire : la carte de Cassini (XVIIIe siècle), la carte d'état-major (1820-1866) et les cartes ou photos aériennes de l'IGN pour la période actuelle (1950 à aujourd'hui).

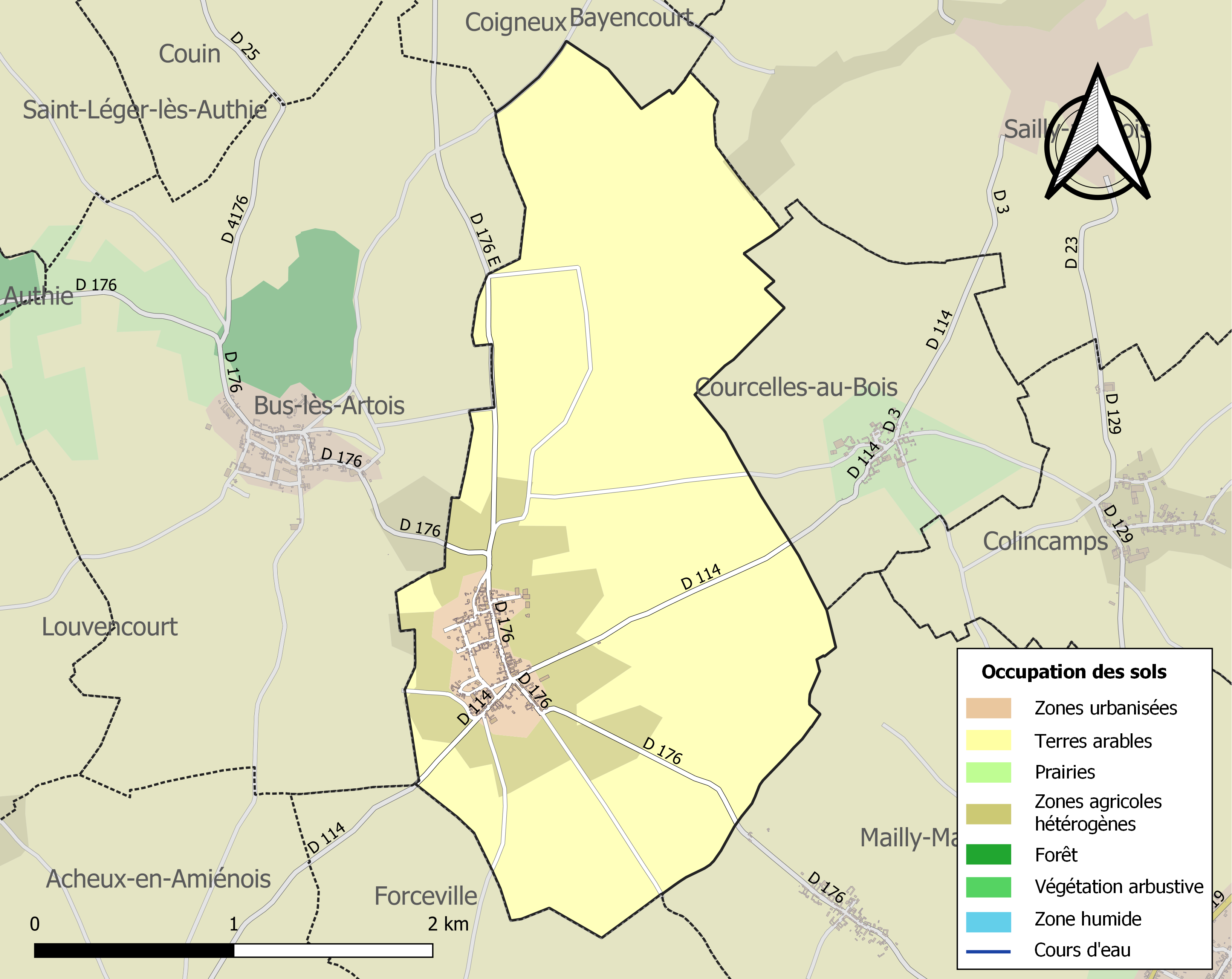
Carte des infrastructures et de l'occupation des sols de la commune en 2018 (CLC).

### Habitat
La commune présente un habitat groupé au carrefour de routes secondaires.

## Toponymie
On trouve plusieurs formes pour désigner Bertrancourt dans les textes anciens :  Bertramecurt (1164), Bertreminecurt (1170), Bertraniccort, Bertranni curtis, Bertrandi curia, Bertraincourt (1186), Bertamecourt (1255), Bertrancourt (1567), Bétrancourt (1692).

## Histoire
- On a retrouvé dans le sol de la commune des silex taillés, des pièces de monnaie et des traces de substructions gallo-romaines[1], preuves de l'ancienneté de l'occupation du territoire de Bertrancourt par l'homme.
- Au XIIIe siècle, le chapitre cathédral d'Amiens acheta en 1215, à Hugues de Belval une part de la dîme de Bertrancourt sur 30 journaux de terre pour 200 livres parisii. En 1242, ce fut l'Hôtel-Dieu d'Amiens qui acquit une part de la dîme auprès de Gauthier et Jean de Bertrancourt[13].
- Au XVIe siècle, en 1508, Guillaume « Bastard de Mailly » était seigneur de Bertrancourt. En 1550, Henri de Grouches et son fils Robert étaient seigneurs de Bertrancourt. Ce dernier fait prisonnier lors de la défense de Doullens, dut, pour payer sa rançon et ses dépenses de guerre, vendre des terres pour une valeur des 140 000 livres.
- Au XVIIe siècle, la seigneurie de Bertrancourt passa à la famille Le Cambier puis à la famille Brunel et enfin par mariage à la famille de Querecques de Forceville. En 1636, lors de l'invasion espagnole, le village de Bertrancourt fut dévasté et brûlé[13].
- En 1795, les biens de l'église de Bertrancourt furent vendus.
- En 1870-1871, 25 jeunes gens de la commune servirent sous les drapeaux, deux périrent. Le 28 janvier 1871, venant de Bapaume, 2 000 soldats allemands se retranchèrent dans Bertrancourt, élevant des barricades. Le 31 janvier, ils quittèrent définitivement la commune[13].

## Politique et administration
Par arrêté préfectoral du 27 décembre 2016, la commune est détachée le 1er janvier 2017 de l'arrondissement d'Amiens pour intégrer l'arrondissement de Péronne.

### Liste des maires
| Période                                  | Période                   | Identité         | Étiquette | Qualité                        |
| ---------------------------------------- | ------------------------- | ---------------- | --------- | ------------------------------ |
| Les données manquantes sont à compléter. |                           |                  |           |                                |
|                                          | mars 189                  | René Durand      |           |                                |
| mars 1989                                | 2014                      | Claude Touzet    |           |                                |
| 2014                                     | En cours (au 28 mai 2020) | Patrice Schricke |           | Réélu pour le mandat 2020-2026 |

## Population et société

### Démographie
L'évolution du nombre d'habitants est connue à travers les recensements de la population effectués dans la commune depuis 1793. Pour les communes de moins de 10 000 habitants, une enquête de recensement portant sur toute la population est réalisée tous les cinq ans, les populations de référence des années intermédiaires étant quant à elles estimées par interpolation ou extrapolation. Pour la commune, le premier recensement exhaustif entrant dans le cadre du nouveau dispositif a été réalisé en 2004.

En 2022, la commune comptait 212 habitants, en évolution de −7,42 % par rapport à 2016 (Somme : −1,26 %, France hors Mayotte : +2,11 %).
| 1793 | 1800 | 1806 | 1821 | 1831 | 1836 | 1841 | 1846 | 1851 |
| ---- | ---- | ---- | ---- | ---- | ---- | ---- | ---- | ---- |
| 540  | 534  | 574  | 700  | 741  | 730  | 732  | 750  | 713  |

| 1856 | 1861 | 1866 | 1872 | 1876 | 1881 | 1886 | 1891 | 1896 |
| ---- | ---- | ---- | ---- | ---- | ---- | ---- | ---- | ---- |
| 658  | 650  | 654  | 615  | 580  | 508  | 458  | 440  | 406  |

| 1901 | 1906 | 1911 | 1921 | 1926 | 1931 | 1936 | 1946 | 1954 |
| ---- | ---- | ---- | ---- | ---- | ---- | ---- | ---- | ---- |
| 384  | 366  | 363  | 320  | 325  | 315  | 299  | 273  | 273  |

| 1962 | 1968 | 1975 | 1982 | 1990 | 1999 | 2004 | 2006 | 2009 |
| ---- | ---- | ---- | ---- | ---- | ---- | ---- | ---- | ---- |
| 247  | 250  | 231  | 200  | 200  | 199  | 224  | 229  | 214  |

| 2014 | 2019 | 2022 | - | - | - | - | - | - |
| ---- | ---- | ---- | - | - | - | - | - | - |
| 226  | 212  | 212  | - | - | - | - | - | - |

### Enseignement
Un syndicat scolaire (Sivu) liant la commune à celles d'Englebelmer, Courcelles-au-Bois, Colincamps, Mailly-Maillet et Auchonvillers gère le fonctionnement, l'aménagement, l'entretien des équipements et les activités péri-scolaires.

## Économie
L'économie de la commune est toujours dominée par l'agriculture.

## Culture locale et patrimoine

### Lieux et monuments
- Église Sainte-Marguerite, reconstruite en 1848 sur l'esplanade en face du château, de style néo-classique, avec façade en pierre calcaire. Elle est composée d'un unique vaisseau avec plafond en plein cintre terminé par une abside aveugle arrondie et d'une sacristie. La cloche provient de l'ancien clocher et a été fondue en 1786[22] par Cavillier. L'ancienne église était située plus bas dans le village. Elle se composait d'une tour clocher, d'une nef, d'un transept et d'une abside à trois pans. En creusant les fondations de l'église actuelle, on a découvert l'existence de muches, le long d'un corridor d'une cinquantaine de mètres de long sur deux de large, donnant accès à une douzaine de cavités taillées dans la roche. Au milieu du corridor, se trouve un grès circulaire recouvrant un puits[13].
- Chapelle Notre-Dame-des-Douleurs bâtie vers 1880 sur l'emplacement de l'ancienne église, aux frais de l'abbé Dangreville, curé de Cartigny et de sa sœur, enfants du pays. Elle est construite en brique, ceinturée par un cordon de pierre formant un larmier[13]. De style néogothique, la chapelle a la forme d'un vaisseau rectangulaire avec une abside à trois pans. La façade est renforcée, de chaque côté, par une tourelle prenant appui sur un contrefort. Le portail est surmonté par une rosace[23].
- Cimetière militaire britannique (Bertrancourt Military Cemetery).

### Personnalités liées à la commune
- Paschase Broët (ca. 1500 - 1562) un des dix premiers jésuites, cofondateurs de la Compagnie de Jésus, né à Bertrancourt.

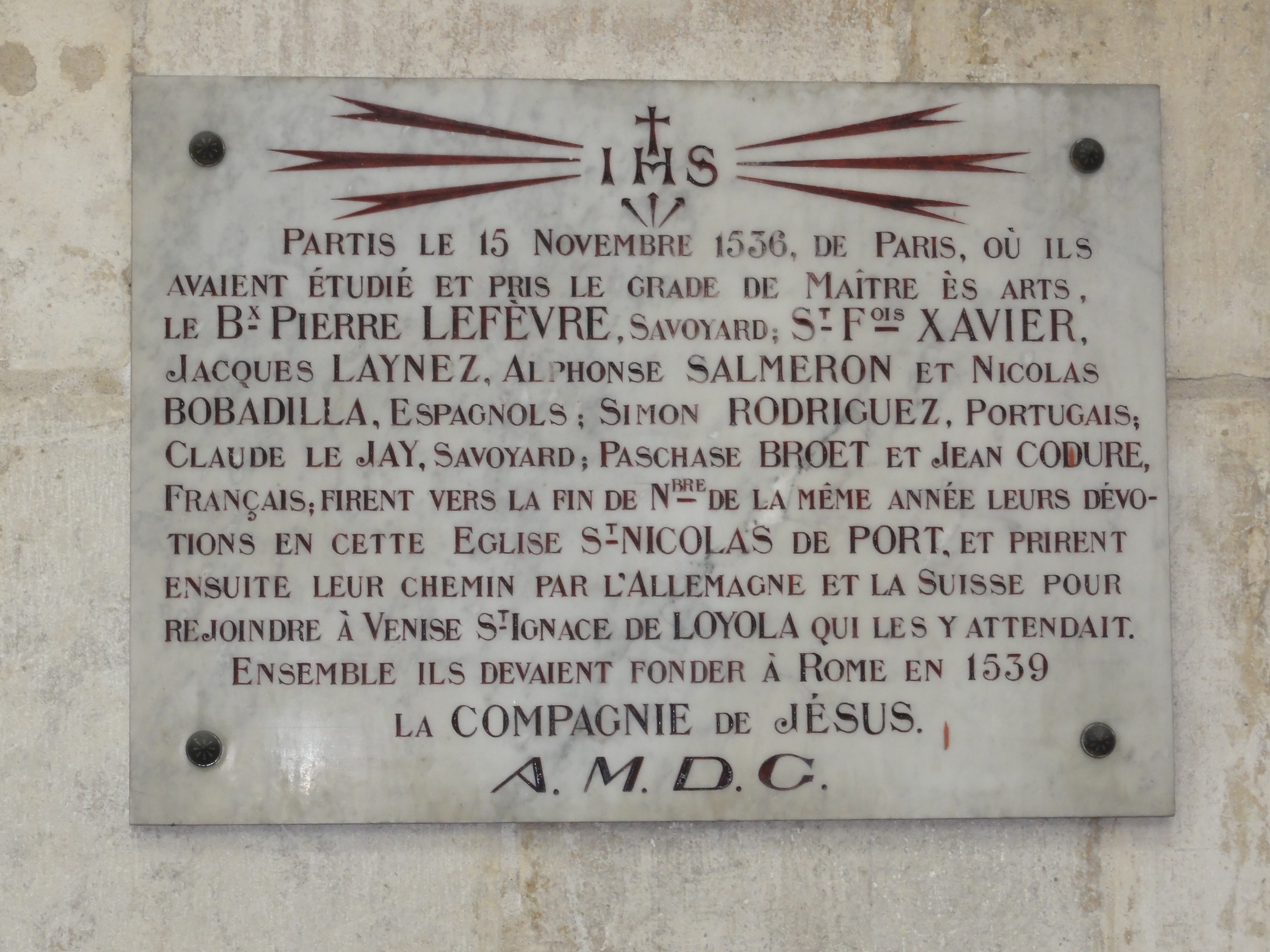
Plaque dans la basilique Saint-Nicolas-de-Port, mentionnant Paschase Broët.

### Héraldique
| Blason de Bertrancourt | Blason  | D'argent au lion de sable armé et lampassé d'azur. Ornements extérieursDécorations : Croix de guerre 1914-1918.              |
| Blason de Bertrancourt | Détails | Est attribué à la commune le blason de la famille De Bertrancourt, seigneurs du lieu. Le statut officiel reste à déterminer. |

## Pour approfondir